# Slavery Footprint
Slavery Footprint (engl. Sklaverei-Fußabdruck) ist ein Internet-Selbsttest, der auf Sklaverei-ähnliche Produktionsbedingungen, Kinder- und Zwangsarbeit in der internationalen Konsumgüterbranche aufmerksam machen soll. 

## Ablauf und Hintergrund
Ausgehend von der Frage: „Wie viele Sklaven arbeiten für dich?“ können die Nutzer in 11 Schritten ausgewählte Daten über ihre Konsumgewohnheiten eingeben. Daraufhin gibt die Website einen grafisch gestalteten „Footprint“ aus, der – in Anlehnung an den ökologischen Fußabdruck – den persönlichen Anteil an der modernen Sklaverei verdeutlichen soll.
Die Autoren der Website untersuchten dazu die Lieferketten von 400 besonders stark nachgefragten Konsumgütern, um die wahrscheinliche Anzahl von „Sklaven“ zu ermitteln, die daran beteiligt sind, jedes dieser Produkte herzustellen.
Nach absolvierter Umfrage werden die Nutzer aufgefordert, die Ergebnisse in sozialen Netzwerken zu teilen oder Maßnahmen zu ergreifen, um die Zahl der „Sklaven“ zu verringern. Das Projekt soll das Bewusstsein für Zwangsarbeit und Kinderarbeit erhöhen und die Öffentlichkeit ermutigen, sich für marktstrategische Maßnahmen zur Eindämmung der Zwangsarbeit einzusetzen.

## Geschichte
Der Musiker und Aktivist Justin Dillon, Gründer und Geschäftsführer des Unternehmens Made In A Free World, startete Slavery Footprint am 22. September 2011 mit Unterstützung des US-Außenministeriums im Rahmen der Clinton Global Initiative. Der Tag war der 149. Jahrestag der Unterzeichnung der Emanzipationsproklamation.

## Rezeption
Im Startjahr 2011 erhielt Slavery Footprint zahlreiche Preise, darunter Cannes, SXSW, Clio und Awwwards, und fand in den Medien der USA starke Beachtung. Im Jahr darauf erhielt die Seite den Guardian Award als „Digitale Innovation 2012“ in der Kategorie „Technologie für sozialen Wandel“. Die Website weist eine überdurchschnittliche Nutzerbindung (Retention) mit einer mittleren Verweilzeit von 8,5 Minuten auf.